# Lac de l'Ours
Ne doit pas être confondu avec le grand lac de l'Ours.
Le lac de l'Ours est un lac de la chaîne de montagne des Pyrénées françaises situé dans le département des Hautes-Pyrénées de la région Occitanie.
Le lac est d'une superficie de 2,1 ha et d'une altitude de 2 238 m .

## Géographie
Le lac se trouve sur le territoire de la commune de Vielle-Aure,.

### Topographie
| Lac supérieur d'Estibère | Pic Plat (2 559 m)  | Pic du Quartier (2 491 m)         |
| Lac de l'Ile             | lac de l'Ours       | Crête du Pic du Quartier          |
| Col d'Aumar              | Ruisseau d'Estibère | Ruisseau d'Estibère Lac d'Anglade |

### Hydrographie
Le lac a pour émissaire le Ruisseau d'Estibère (Neste de Couplan).

### Géologie
À l'Éocène vers −40 Ma se forme la chaîne des Pyrénées à la suite de la remontée vers le nord de la plaque africaine qui entraîne avec elle la plaque ibérique. Cette dernière glisse alors sous la plaque eurasiatique située plus au nord, ce qui entraîne le plissement, le relèvement et le charriage des couches géologiques de la croûte terrestre,.
À partir du Pliocène puis surtout du Pléistocène, de −5 Ma à −10 000 ans, un refroidissement général du climat entraîne la formation de glaciers et d'une érosion glaciaire (vallées, cirques, moraines, ombilics, etc) dans toute la chaîne des Pyrénées.
Depuis l'Holocène, à partir de −10 000 ans, un redoux climatique entraîne la disparition des glaciers et la formation dans leur sillage de nombreux lacs glaciaires qui sont de deux sortes, :
- le lac de verrou qui se forme dans un ombilic glaciaire formant un creux naturel et terminé par un verrou glaciaire rocheux.
- le lac de moraine qui se forme derrière une moraine agissant comme un barrage naturel.

## Faune et flore
Présence de la truite fario et du saumon de fontaine dans le lac, et du pin à crochets (Pinus uncinata) sur ses berges.

## Protection environnementale
Le lac fait partie d'une zone naturelle protégée, classée ZNIEFF de type 1 : Réserve du Néouvielle et vallons de Port-Bielh et du Bastan.